# Wolfgang Jonas (Designtheoretiker)
Wolfgang Jonas (* 15. Mai 1953 in Gummersbach) ist ein deutscher Designtheoretiker und Schiffsbauingenieur mit den Interessenschwerpunkten Designforschung und angewandte Philosophie. Seit 2010 bis zu seiner Emeritierung war er Professor für Designwissenschaft und leitete von 2015 bis 2018 das von ihm mitentwickelte Master-Programm Transformation Design an der Hochschule für Bildende Künste Braunschweig.
Jonas engagiert sich in der Lehre, unzähligen wissenschaftlichen Artikeln, über die Teilnahme und Organisation von Konferenzen, und über Beratungstätigkeiten an der Weiterentwicklung designwissenschaftlicher Konzepte, insbesondere zu den Themen Design Methodologie, Systemische und Szenario-basierte Herangehensweisen, Research through Design (RTD) und Transformation design.

## Biografie
(Quelle:)

Jonas absolvierte von 1971 bis 1976 sein Schiffsbaustudium an der Technischen Universität Berlin. Während des Studiums war er als Lehrassistent am Institut für Schiffs- und Meerestechnik (Institute for Naval Architecture and Marine Engineering) tätig und beteiligte sich dort bis einschließlich 1984 als Assistent an CAD-Forschungsprojekten.
1977-78 lehrte er Numerische Mathematik und problem-oriented Programming an der Technischen Fachhochschule Berlin (heute: Beuth Hochschule für Technik Berlin). Im selben Jahr absolvierte er ein Postgraduales Studium in CAD und Computergrafik an der TU Berlin. 1983 promovierte er über die rechnergestützte Formoptimierung von Strömungskörpern und betätigte sich bis 1987 als Berater im Bereich CAD für Firmen der Automobilindustrie und das Deutsche Institut für Normung (DIN).
Ab 1988 widmete er sich verstärkt der Entwurfsarbeit und der Forschung über Theorien computer-basierten Designs. Er war bis 1992 Forschungsassistent an der UdK Berlin (damals Hochschule der Künste Berlin) und lehrte dort CAD und Computergrafik. 1992 wechselte er an die Designfakultät der Bergischen Universität in Wuppertal und wurde Forschungsassistent von Siegfried Maser. Jonas lehrte Konzept- und Systemdesign und forschte über Systemtheorie und Design. Nach seiner Habilitation Anfang 1994 übernahm er die Professur für Prozessdesign an der Burg Giebichenstein Hochschule für Kunst und Design in Halle, die er bis 2001 innehatte.
2001 wurde er an die Hochschule für Künste Bremen berufen, wo er als Professor für Designtheorie am Institut für Integriertes Design tätig war. Von 2005 bis 2010 zog es ihn dann nach Kassel als Professor für Systemdesign an die Kunsthochschule Kassel.
2010 wechselte er als Professor für Designwissenschaft ans Institut für Transportation Design an die Hochschule für Bildende Künste Braunschweig und übernahm auch dessen Leitung. Dort war er an der Entwicklung des Master-Studienganges Transformation Design beteiligt, dessen Leitung er mit der Gründung 2015 übernahm.

## Veröffentlichungen (Auswahl)
- Wolfgang Jonas: Schiffbau in Nordfriesland. Husum Druck, Husum 1990, 2. Auflage 1998
- Wolfgang Jonas: Design – System – Theorie. Überlegungen zu einem systemtheoretischen Modell von Design-Theorie. Verlag die blaue Eule, Essen 1994
- Wolfgang Jonas, Jan Meyer-Veden (Hrsg.): Mind the Gap! – On knowing and not-knowing in design. Hauschild Verlag, Bremen 2004
- Wolfgang Jonas, Rosan Chow, Niels Verhaag (Hrsg.): Design System Evolution. The Application of Systemic and Evolutionary Approaches in Design Theory, Design Research and Design Education, Proceedings of the 6th International Conference of the European Academy of Design EAD06. University of the Arts Bremen, 29-31 March 2005, Bremen, Germany
- Wolfgang Jonas, Rosan Chow, Gesche Joost (Hrsg.): Questions, Hypotheses & Conjectures. Discussions on Projects by Early Stage and Senior Design Researchers. iUniverse, 2010
- Wolfgang Jonas, Felicidad Romero-Tejedor (Hrsg.): Positionen zur Designwissenschaft. Kassel University Press, Kassel 2010
- Wolfgang Jonas, Simon Grand (Hrsg.): Mapping Design Research. Birkhäuser, Basel 2012
- Wolfgang Jonas, Wolf D. Reuter (Hrsg.), Horst W. J. Rittel: Thinking Design.Transdisziplinäre Konzepte für Planer und Entwerfer. Birkhäuser, Basel 2013
- Wolfgang Jonas, Sarah Zerwas, Kristof von Anshelm (Hrsg.): Transformation Design: Perspectives on a New Design Attitude. (Board of International Research in Design) Birkhäuser, Basel 2015, ISBN 978-3-0356-0636-2
- Wolfgang Jonas, Michael Erlhoff (Hrsg.): NERD – New Experimental Research in Design. Positions and perspectives. Birkhäuser, Basel 2018, ISBN 978-3035616804
- Wolfgang Jonas, Saskia Hebert, Mona Hofmann, Marius Förster (Hrsg.): Un/Certan Futures – Rollen des Designs in gesellschaftlichen Transformationsprozessen. transcript, Bielefeld 2018